# Pariah (Computerspiel)
Pariah ist ein Ego-Shooter des Entwicklungsstudios Digital Extremes, welcher für die Xbox sowie für Windows veröffentlicht wurde.

## Handlung und Spieldesign
Der Spieler steuert den Arzt Jack Mason durch lineare und übergangslose Levels. Das Leveldesign wurde von renommierten Spiele-Magazinen als zu geradlinig und herausforderungslos bezeichnet, da die Künstliche Intelligenz der Gegner zu wünschen übrig lässt. Zudem ist Pariah ein sehr kurzer Ego-Shooter und die Story um einen ominösen Virus und seine Auswirkungen bleibt auf der Strecke, da die Handlung in den Zwischensequenzen meist nur bruchstückhaft erzählt wird. Wie bei Ego-Shootern üblich, hat man auch in Pariah diverse Waffen zur Verfügung. Diese lassen sich im Laufe des Spiels aufrüsten, wodurch je Waffe bis zu drei zusätzlichen Funktionen verfügbar werden. Besonders ist der Heilungsprozess der Spielfigur: Mason verfügt über ein aufladbares Med-Kit, welches durch in den Levels versteckte Verbandkästen einsatzbereit gemacht werden kann. Nach der Anwendung ist die Sicht stark verschwommen und klart erst nach einigen Sekunden wieder auf.

## Spielmodi
Das Spiel verfügt auch über einen Multiplayer-Modus bei dem in verschiedenen Spiel-Varianten, alleine oder in Teams, gegen menschliche oder künstliche Gegner angetreten werden kann. Pariah hat vier Spielmodi:
- Deathmatch
- Team-Deathmatch
- Capture the Flag
- Front Line Assault

## Technik
Für die graphische Darstellung kommt eine stark modifizierte Version der Unreal Engine 2.5 zum Einsatz. Diese wurde von Digital Extremes bereits früher für bekannte Titel wie Unreal Tournament 2004 eingesetzt und spielt ihre Stärken vor allem bei Außenarealen aus, wodurch diese bei Pariah besonders angenehm auffallen. Die Innenlevels hingegen wurden für ihr schwer durchschaubares Design und eher detailarme Texturen kritisiert. Die Spielphysik wird durch die verwendete Havok-Engine berechnet – sie ermöglicht optische Effekte wie Luftspiegelungen und -verzerrungen bei Explosionen, Partikeleffekte, wie den Funkenflug bei offenem Feuer und auch Ragdoll-Animationen für die Charaktere. Zudem wurde darauf geachtet, dass zerstörerische Einflüsse in der virtuellen Umgebung sehr detailliert umgesetzt werden, was neben zusätzlicher Realitätsnähe auch taktische Elemente einbringt. Wie bei vielen Spielen der Unreal-Reihe kommt auch bei Pariah der Editor UnrealEd zum Einsatz (nur bei der PC-Version enthalten). Zur Erstellung von eigenen Karten liegt dem Spiel der neu entwickelte Editor MAP (Make and Play) bei. Dieser zeichnet sich durch eine deutlich einfachere Handhabung (verglichen mit dem klassischen UnrealEd) aus, da die Karten durch schlichtes Drag-and-Drop gestaltet werden können. Die damit erstellten Karten benötigen nur bis zu 56 kB Speicherplatz, was für den Austausch per Internet oder Memory-Card ideal ist, zumal die Karten für die Xbox und den PC untereinander kompatibel sind.

## Entwicklung und Veröffentlichung
Im März 2004 gab man erstmals die Entwicklung von Pariah bekannt. Demnach wurde zwei Jahre zuvor mit der Arbeit begonnen – nach der Fertigstellung von Unreal Tournament 2004. Die Veröffentlichung erfolgt in den USA am 3. Mai 2005 durch den Publisher Groove Games und in Deutschland am 9. Mai 2005 durch Deep Silver. Die deutsche (zensierte) Version des Spiels bekam von der USK das Kennzeichen Keine Jugendfreigabe.
Zur Zeit der Veröffentlichung wurde die Entwicklung eines Fortsetzungsteils angekündigt (mit dem geplanten Titel Pariah: Shroud Wars), jedoch wandelte man das Vorhaben wegen zu geringer Verkaufszahlen vorzeitig um und erstellte stattdessen das Spiel Warpath.

## Rezeption
Pariah wurde eher durchschnittlich bewertet. Laut Wertungsaggregator Metacritic erreicht das Spiel für Windows 69 von 100 Punkten, aufbauend auf 27 Kritiken. Aus 42 Nutzerbewertungen ergibt sich ein Stand mit 5,7 aus 10 Punkten (September 2023). Im Katalog von MobyGames hat der Titel einen „Moby Score“ von 6,7. Dabei schneidet die Version für die Xbox mit 7 Punkten etwas besser ab, für Windows steht eine Wertung von 6,5 Punkten. Basierend auf 52 Kritikermeinungen ergibt sich eine durchschnittliche Bewertung von 68 % (September 2023). Das Spiel sei ein einfalls- und liebloser Ego-Shooter, der weder durch seine Spielmechanik noch Geschichte wirklich überzeugen könne. Dennoch könnten einige Spieler mit dem kurzen Standard-Shooter durchaus Spaß haben.
Während das futuristische Szenario noch seinen Reiz habe, seien sowohl Kampfsystem, Geschichte als auch Waffenarsenal „leblos“. Deswegen beurteilt Jeff Gerstmann das Spiel bei GameSpot als „zweitklassigen Shooter“, der kaum auf eigenen Füßen stehen könne oder die Genre-Standards erfülle. Nicht einmal das Abfeuern der Waffen fühle sich gut an, was alle Spielmodi negativ beeinflusse.
Paul Kautz schreibt für 4Players, Pariah wirke „einfach hingeschludert“. Kaum etwas könne überzeugen; das Leveldesign sei „uninspiriert“, die Geschichte „langweilig“ und die Helden „unsympatisch“. Die Gegner wären immer die gleichen, selbst das Speichersystem falle „lästig“ aus. Man habe sich offensichtlich an Unreal II: The Awakening und Halo orientiert, „ohne jedoch an eines der beiden Spiele ranzukommen“. Pariah sei bestimmt nicht die „schlechteste Shooter-Investition, […] aber da draußen gibt es etliche bessere“.
Bei PC Games fasst Thomas Weiß Pariah als „spaßigen Ego-Shooter“ zusammen, dessen Schwäche vor allem in der Geschichte und Inszenierung liege. Der Auftakt sei einer der besten, „den man sich für ein Spiel wünschen kann“. Im weiteren Spielverlauf würden Hintergründe unzureichend erklärt, Wechsel „zwischen den Schauplätzen sind abrupt und verwirrend“. Anstatt eine Geschichte zu erzählen, konzentriere sich Pariah auf „Zwischensequenzen, in denen sich Figuren gegenseitig mit Kraftausdrücken beleidigen“. Aber auch spielerisch zeige der Titel Schwächen, etwa bei der zunehmend lieblosen Gestaltung von Innenräumen. Der Schwierigkeitsgrad steige hauptsächlich dadurch, „dass mehr und mehr Gegner auftauchen“.
Im Testbericht der GameStar wird Pariah als „zu kurzer Standard-Shooter mit coolen Waffen“ beschrieben. Anfangs ziehe einen die „recht spannende Story schnell ins Geschehen, spielerisch bleibt der Titel jedoch ein Ego-Shooter von der Stange“. Man laufe durch Standard-Missionen, schieße auf Standard-Gegner und löse Standard-Rätsel. Einzig die „extrem kurze Spielzeit von sechs Stunden“ falle auf.